# ニーベルングの指環
『ニーベルングの指環』（ニーベルングのゆびわ、ドイツ語: "Der Ring des Nibelungen"）は、リヒャルト・ワーグナーの書いた楽劇。ワーグナー35歳の1848年から61歳の1874年にかけて作曲された。ラストから発表され、4部作完結まで26年。上演に約15時間を要する長大な作品であるので、少なくとも4日間をかけ、新演出を普通1曲しか出せない為、通して演奏することはあまりないが、ドイツのバイロイト祝祭劇場で毎年行われる音楽祭の際やヨーロッパのAクラスのオペラ・ハウスでは目玉作品としてよく上演される。
当初は北欧神話の英雄であるシグルズの物語をモチーフとした『ジークフリートの死』として着想したが、次第に構想がふくらみ現在の形となった。
4日間の内訳は以下の通り
- 序夜   『ラインの黄金』（Das Rheingold）：2時間40分
- 第1日 『ワルキューレ』（Die Walküre）：3時間50分
- 第2日 『ジークフリート』（Siegfried）：4時間
- 第3日 『神々の黄昏』（Götterdämmerung）：4時間30分

## 初演

### 部分世界初演
作曲にあまりにも時間がかかりすぎていたため、ワーグナーの支援者であったバイエルン王国の国王ルートヴィヒ2世は出来たものから上演するよう催促した。ワーグナーにしてみれば非常に不本意なことであったが、経済的な問題もあり、仕方なく『ラインの黄金』と『ワルキューレ』の先行上演を了承した。『ラインの黄金』は1869年9月22日に、『ワルキューレ』は1870年6月26日にいずれもミュンヘン宮廷歌劇場で、フランツ・ヴュルナーの指揮によって初演された。

### 全曲世界初演
1876年8月13日、第1回バイロイト音楽祭にて。ハンス・リヒター指揮。ルートヴィヒ2世、ドイツ皇帝ヴィルヘルム1世、ブラジル皇帝ペドロ2世、またフランツ・リスト、アントン・ブルックナー、ピョートル・チャイコフスキーらの音楽家などの観衆を集めて上演された。『ジークフリート』と『神々の黄昏』はこの時が初演となる。
「ミュンヘンでの舞台より見栄えが悪かった」という論評もあり、舞台評や収支の面で俗に言う「こけた作品」となってしまい、ワーグナー自身鬱になり、音楽祭自体もしばらく開かれなかった。

### 日本での部分初演
『ラインの黄金』が1969年に若杉弘指揮、二期会メンバーにより、『ワルキューレ』が1967年に大阪で開催されたバイロイト・ワーグナー・フェスティバルにてトーマス・シッパーズ指揮NHK交響楽団、ジェス・トーマス、アニャ・シリヤなどにより、『ジークフリート』が1983年に二期会メンバーにより、『神々の黄昏』は後述の朝比奈隆指揮・新日本フィルハーモニー交響楽団などにより行われた。

### 日本での全曲初演
前述の『神々の黄昏』初演を含む1984年から1987年にかけて1年1作ペースで行われた朝比奈隆指揮・新日本フィルハーモニー交響楽団などによるオール日本人キャストによる演奏会形式での上演を初演と見なすか、1987年に来日公演を行ったヘスス・ロペス＝コボス指揮・ベルリン・ドイツ・オペラによる上演を初演と見なすか、2通りの見方があるが、基本的には連続して演奏された後者を日本初演扱いにすることが多い。
その後も日本で『指環』が上演される時はだいたい4年がかりで完結させることが多い。

## 内容
3部作、舞台祝祭劇『ニーベルングの指環』は序夜『ラインの黄金』、第1日『ワルキューレ』、第2日『ジークフリート』、第3日『神々の黄昏（たそがれ）』から成立している。
本作品は、並外れたスケールと領域の作品である。指揮者のペース配分にも依存するが、全体の演奏時間は約15時間ほどであり、4夜に渡って演奏される。最も短い『ラインの黄金』でも約2時間半ほどで、最も長い『神々の黄昏』では最長4時間半（休憩を除く）ほど続く。さらに、第1・第2ヴァイオリン各16、ヴィオラ、チェロ各12など、108名による大管弦楽団の編成によって演奏される。
物語のスケールと領域は叙事詩である。全世界の支配を可能とする魔法の指輪をめぐる、神、英雄、神話上のいくつかの生物の戦いの物語で神々の黄昏、天空の城ヴァルハラの炎上、地上のラインの洪水まで、ドラマと陰謀は、ヴォータンの支配する天上の神々の世界で、地上の人間界の世界で、地下のニーベルング族の住むニーベルハイムで、3世代にわたって続き、最後に神々の世界の灰から真の愛がよみがえる。
本作品の音楽は、重厚で雄大な感触があり、サイクルが進むに連れて複雑になっていく。
- 序夜 『ラインの黄金』（Das Rheingold）
  - 第1場 - ライン川の水底。3人のラインの乙女が泳いでいると、そこにアルベリヒが現れる。ラインの黄金が世界を支配する力を持つと聞いた彼は、それを強奪する。
  - 第2場 - ヴォータンはフライアを報酬にして、巨人族に居城ヴァルハラを建設させる。城は完成したものの、フライアは巨人族に身を捧げることを拒否する。ローゲはラインの黄金を身代とすることを提案し、ヴォータンとともに地下のニーベルング族の国へ向かう。
  - 第3場 - アルベリヒがラインの黄金で作られた指環の力でニーベルング族を支配している。ローゲは策略と弁舌でアルベリヒを捕縛する。
  - 第4場 - 地上に引き立てられたアルベリヒから、ヴォータンは自由の代償としてラインの黄金を奪取する。アルベリヒは指環に死の呪いをかける。エルダが現れ警告を発するが、ヴォータンは聞き入れない。指環を手に入れた巨人たちは、財宝を巡って争いを起こしファーフナーがファゾルトを殺してしまう。神々は呪いに恐れおののくが、一転して虹の橋を渡りヴァルハラに入場する。剣の動機が高らかに奏され英雄の登場を暗示する一方、ラインからは黄金を奪われた乙女の嘆きが聞こえる。

- 第1日 『ワルキューレ』（Die Walküre）
  - 第1幕 - 嵐の夜、フンディングの館にジークムントがあらわれる。彼とフンディングの妻ジークリンデはお互いに惹かれあう。やがてフンディングが帰宅し、フンディングが一族の敵であること、ジークリンデが生き別れの双子の妹であることを知る。
  - 第2幕 - 荒涼たる岩山。ワルキューレの長姉ブリュンヒルデとヴォータンがいる。そこへ結婚を守護する女神でヴォータンの妻フリッカが現れる。フリッカは、妻を奪われたフンディングの復讐と婚姻の神聖を守るためとして、ヴォータンにジークムントの死を求め、ヴォータンはやむなく承諾する。ブリュンヒルデはヴォータンからジークムントがフンディングによって殺害されること、そしてそれを見殺しにすべきことを告げられる。ブリュンヒルデは兄妹を守ろうとするが、ジークムントはフンディングの槍に貫かれてしまう。
  - 第3幕 - ヴォータンの怒りを逃れ、ブリュンヒルデはヴァルハラに駆け込み、妹たちに助けを求める。ブリュンヒルデはジークリンデが身ごもっていることを告げ、胎内の子をジークフリートと名付ける。そこへヴォータンが現れ、ブリュンヒルデの神性を奪うことを宣告する。荒涼たる岩山にヴォータンはブリュンヒルデを連れて行き、ブリュンヒルデがそこで眠りにつき、誰であれ彼女の眠りを最初に覚ました男のものとなることを宣告する。ブリュンヒルデは己の運命におびえ、許しを請うがヴォータンは聞き入れない。ただし恐れを知らない英雄だけが越えられる炎でブリュンヒルデの周りを覆うことを約束する。親子は抱きしめあい、永遠の別れを告げる。ブリュンヒルデは岩山の頂に眠り、ローゲの炎がその周りに燃え上がる[5]。
- 第2日 『ジークフリート』（Siegfried）
  - 第1幕 - ジークフリートの育ての親であるミーメはジークフリートによって指環を手に入れようとたくらむ。ジークフリートは自らの出生の秘密を知り、折れたる剣ノートゥングを鍛えなおす。
  - 第2幕 - 恐れを知らぬジークフリートは、竜に化身したファーフナーを倒し、その返り血により小鳥の言葉が分かるようになる。小鳥の教えにより、指環を手に入れ、陰謀をめぐらしていたミーメを倒し、さらには岩山に花嫁ブリュンヒルデが眠っていることを知る。
  - 第3幕 - 荒涼たる岩山の麓。ジークフリートは道をさえぎる「さすらい人」（ヴォータン）の槍を砕き、炎を乗り越え、ついにブリュンヒルデを接吻により目覚めさせる。2人は永遠の愛を誓い合う。
- 第3日 『神々の黄昏』（Götterdämmerung）
  - 陰謀で記憶を失ったジークフリートは、ブリュンヒルデと愛を誓ったことを忘れる。ブリュンヒルデは復讐を誓い、ジークフリートを死に至らしめる。指環を手に入れたブリュンヒルデは、ラインの娘たちに指環を返し、ヴァルハラは炎上崩壊する。

## 主要登場人物
（R：ラインの黄金、W：ワルキューレ、S：ジークフリート、G：神々の黄昏）
- ヴェルグンデ、ヴォークリンデ、フロスヒルデ (R, G) : ラインの娘たち。ラインの黄金を守る三姉妹。
- アルベリヒ (R, S, G) : ニーベルング族の長。ラインの黄金を盗み出す。
- ヴォータン (R, W, S) : 神々の長。
- フリッカ (R, W) : ヴォータンの正妻。「結婚」の守護神。
- フライア (R) : 女神。フリッカの妹。不老不死の黄金の林檎を栽培している。
- ファーゾルト (R) : 巨人。ヴァルハラを建てた代償としてフライアを連れ去る。
- ファーフナー (R, S) : 巨人。ファーゾルトの弟。龍に変化する。
- ローゲ (R) : 狡猾な半神。火を司る。
- エルダ (R, S) : 知恵の女神、地母神。
- ジークムント (W) : ヴォータンが人間女性との間に儲けた男子。ヴェルズング族。ジークフリートの父。
- ジークリンデ (W) : ジークムントの双子の妹。ジークフリートの母。
- フンディング (W) : ヴェルズング族と敵対する一族の男。ジークリンデの夫。
- ブリュンヒルデ (W, S, G) : ヴォータンとエルダの娘で英雄をヴァルハラに導くワルキューレの一人で、ヴォータンが最愛とする。ジークフリートの妻になる。
- ヴァルトラウテ、ゲルヒルデ、オルトリンデ、シュヴェルトライテ、ヘルムヴィーゲ、ジークルーネ、グリムゲルデ、ロスヴァイセ（W, ヴァルトラウテのみ W, G）: ワルキューレ。ブリュンヒルデの妹たち
- ミーメ (R, S) : アルベリヒの弟。ジークフリートを育てる。
- ジークフリート (S, G) : 人間の英雄。竜（ファーフナー）の血を浴び、不死身となる。
- ノルン (G) : 運命を司る三人の女神。エルダの娘。
- グンター (G) : ギービッヒ家の当主
- グートルーネ (G) : グンターの妹。ジークフリートと偽りの結婚をする。
- ハーゲン (G) : アルベリヒの子。グンターの異父兄弟。

## 楽器編成
全4部を通じて共通であり、完全な4管編成である。
フルート3、ピッコロ、オーボエ3、イングリッシュホルン、クラリネット3、バス・クラリネット、ファゴット3（ところによって出ない音域にコントラファゴットを使用）、ホルン8（うち4はワーグナーチューバに持ち替え）、トランペット3、バストランペット、トロンボーン3、コントラバストロンボーン、コントラバスチューバ、ティンパニ2人、打楽器奏者3人（シンバル、中太鼓、鉄琴、トライアングル、ハンマーなど）、ハープ6、弦5部（16型で第1ヴァイオリン16、第2ヴァイオリン16、ヴィオラ12、チェロ12、コントラバス8）、総計108名。更に鉄床12などのバンダなどが加わる。

## 音楽
以下の場面の音楽は演奏効果が高く、しばしばコンサートでもとりあげられる。
- ヴァルハラ城への神々の入城（『ラインの黄金』フィナーレ）
- 『ワルキューレ』第3幕の前奏曲（ワルキューレの騎行）
- ヴォータンの告別と魔の炎の音楽（『ワルキューレ』第3幕フィナーレ）※
- 森のささやき（ジークフリート第2幕2場）
- 夜明けとジークフリートのラインへの旅（『神々の黄昏』第1幕への間奏曲）
- ジークフリートの葬送行進曲（『神々の黄昏』第3幕3場への間奏曲）
- ブリュンヒルデの自己犠牲と終曲（『神々の黄昏』第3幕フィナーレ）※

※印は管弦楽だけでなく、通常歌手の独唱を伴う。ただし場合によっては管楽器などにパートを置き換えて、管弦楽のみで演奏することもある。
また『ワルキューレ』第1幕は、3人の歌手で上演可能なこともあり、演奏会形式でよくとりあげられる。
管弦楽編曲版はいくつかあり、ロヴロ・フォン・マタチッチは1967年に自身の編曲による「神々の黄昏 組曲」をチェコ・フィルハーモニー管弦楽団と録音したほか、NHK交響楽団との定期公演でも取り上げた。ジョージ・セルは1968年に50分程に編曲した「ニーベルングの指環・ハイライト」をクリーヴランド管弦楽団と録音。ヘンク・デ・フリーヘル（Henk de Vlieger）による管弦楽編曲版「オーケストラル・アドヴェンチャー」（1992年エド・デ・ワールト指揮・オランダ放送フィルハーモニー管弦楽団で初演）は、次の14曲を60分程度に抜粋・編曲している。
1. 前奏曲（『ラインの黄金』第1場）
2. ラインの黄金（『ラインの黄金』第1場）
3. ニーベルハイム（『ラインの黄金』第2場）
4. ヴァルハラ城への神々の入城（『ラインの黄金』第4場）
5. ワルキューレの騎行（『ワルキューレ』第3幕）
6. 魔の炎の音楽（『ワルキューレ』第3幕）
7. 森の囁き（『ジークフリート』第2幕）
8. 英雄ジークフリート（『ジークフリート』第2幕）
9. ブリュンヒルデの目覚め（『ジークフリート』第3幕）
10. ジークフリートとブリュンヒルデ（『神々の黄昏』序幕）
11. ジークフリートのラインへの旅（『神々の黄昏』序幕）
12. ジークフリートの死（『神々の黄昏』第2幕）
13. ジークフリートの葬送行進曲（『神々の黄昏』第3幕）
14. ブリュンヒルデの自己犠牲（『神々の黄昏』第3幕）

ワールトが2009年にNHK交響楽団を指揮した際には『ラインの黄金』の4曲をカット、「ブリュンヒルデの自己犠牲」にソプラノ・ソロを加える指揮者自身によるアレンジを行っている。

## 関連作品

### 音楽
- 『ニーベルンゲン行進曲』（ゴットフリート・ゾンターク（ドイツ語版）作曲）
- 『バイロイトの思い出（Souvenirs de Bayreuth）』（ピアノ連弾曲）（フォーレ、メサジェ共作）

### 漫画
- 『ニーベルングの指環』（里中満智子）
- 『コミック版・ニーベルングの指環』（あずみ椋）
- 『ニーベルンクの指輪』（池田理代子）
- 『ニーベルングの指環』（松本零士）
- 『妖変ニーベルングの指環』（作：佐木飛朗斗・画：東直輝）

### その他
- 『ニーベルングの指環』（映画、2004年）
- 『オーディンスフィア』（ゲームソフト、アトラス、2007年）
- 『ジークフリートの剣』（小説、深水黎一郎、2010年）